# لوسيان فان يمبي
لوسيان فان يمبي (بالفرنسية: Lucien Van Impe)‏ ولد بتاريخ 20 أكتوبر 1946 في فلاندر الشرقية، بلجيكا، هو دراج بلجيكي سابق في صنف سباق الدراجات على الطريق وعلى المضمار.

## سجل النتائج

### سباقات أو مراحل فاز بها
- طواف فرنسا
- طواف إسبانيا
- طواف سويسرا

## روابط خارجية
- لوسيان فان يمبي على موقع أرشيف الدراجات (الإنجليزية)
- لوسيان فان يمبي على موقع إحصائيات الدراجات الإحترافية (الإنجليزية)
- لوسيان فان يمبي على موقع CycleBase (الإنجليزية)